# 숄츠 내각
숄츠 내각(독일어: Kabinett Scholz)은 현 독일 내각이다. 이 내각은 연방총리 올라프 숄츠가 이끌고 있으며, 숄츠의 사회민주당, 동맹90/녹색당, 자유민주당으로 이루어진 신호등 연정으로 구성되었다.
2021년 독일 연방의회 선거 이후 3당은 2021년 11월 24일, 연정 합의를 하기에 이르렀다. 숄츠는 2021년 12월 8일, 독일 연방의회에서 총리로 선출되었다. 연합 협정에 따라 결성된 숄츠 내각은 같은 날 연방대통령 프랑크발터 슈마인마이어의 임명장을 받고 공식 출범하였다.
사회민주당은 2021년 12월 4일에 열린 당 연방 전당대회에서 98.8%(찬성 598표, 반대 7표, 기권 3표)로 연정 합의를 승인했다. 자유민주당은 2021년 12월 5일, 열린 당 연방 전당대회에서 연정 합의를 92.24%(찬성 535표, 반대 37표, 기권 8표)로 승인했다. 녹색당은 12월 6일, 당원의 86%가 연정 합의에 찬성하면서 연정 합의를 승인했다.

## 구성
내각은 올라프 숄츠 총리와 연방 장관 16명으로 구성되었다. 사회민주당은 8자리, 녹색당은 5자리, 자유민주당은 4자리를 차지했다.
| Order | 직위                                                 | 사진 | 장관                  | 당         | 당 | 취임            | 퇴임 |
| ----- | ---------------------------------------------------- | ---- | --------------------- | ---------- | -- | --------------- | ---- |
| 1     | 연방총리                                             |      | 올라프 숄츠           | 사회민주당 |    | 2021년 12월 8일 | 현직 |
| 2     | 연방부총리 연방 경제기후행동부 장관                  |      | 로베르트 하베크       | 녹색당     |    | 2021년 12월 8일 | 현직 |
| 3     | 연방 재무부 장관                                     |      | 크리스티안 린트너     | 자유민주당 |    | 2021년 12월 8일 | 현직 |
| 4     | 연방 외무청 장관                                     |      | 아날레나 베어보크     | 녹색당     |    | 2021년 12월 8일 | 현직 |
| 5     | 연방 내무부 장관                                     |      | 난시 패저             | 사회민주당 |    | 2021년 12월 8일 | 현직 |
| 6     | 연방 주택, 도시 개발, 건축부 장관                    |      | 클라라 게이비츠       | 사회민주당 |    | 2021년 12월 8일 | 현직 |
| 7     | 연방 법무부 장관                                     |      | 마르코 부슈만         | 자유민주당 |    | 2021년 12월 8일 | 현직 |
| 8     | 연방 노동 및 사회부 장관                             |      | 후베르투스 하일       | 사회민주당 |    | 2021년 12월 8일 | 현직 |
| 9     | 연방 방위부 장관                                     |      | 크리스티나 람브레히트 | 사회민주당 |    | 2021년 12월 8일 | 현직 |
| 10    | 연방 식품 농업부 장관                                |      | 젬 외즈데미르         | 녹색당     |    | 2021년 12월 8일 | 현직 |
| 11    | 연방 가족, 노인, 여성 및 청소년 장관                 |      | 안네 슈피겔           | 녹색당     |    | 2021년 12월 8일 | 현직 |
| 12    | 연방 보건부 장관                                     |      | 카를 라우터바흐       | 사회민주당 |    | 2021년 12월 8일 | 현직 |
| 13    | 연방 디지털 교통부 장관                              |      | 볼커 비싱             | 자유민주당 |    | 2021년 12월 8일 | 현직 |
| 14    | 연방 환경, 자연 보호, 원자력 안전, 소비자보호부 장관 |      | 슈테피 렘케           | 녹색당     |    | 2021년 12월 8일 | 현직 |
| 15    | 연방 교육연구부 장관                                 |      | 베티나 슈타르크바칭거 | 자유민주당 |    | 2021년 12월 8일 | 현직 |
| 16    | 연방 경제협력개발부 장관                             |      | 슈베냐 슐체           | 사회민주당 |    | 2021년 12월 8일 | 현직 |
| 17    | 연방 특임장관 & 연방 총리청장                        |      | 볼프강 슈미트         | 사회민주당 |    | 2021년 12월 8일 | 현직 |